# Токари (Свердловская область)
Токари — деревня в Свердловской области, входящая в муниципальное образование Артинский городской округ. Расположена в 24 км на запад от административного центра — посёлка городского типа Арти. Входит в состав Манчажского сельского совета.

## Население
По данным 2010 года, в деревне проживает 153 человек.